# Приключения кузнечика Кузи (история первая)
«Приключения кузнечика Кузи (история первая)» — советский музыкальный рисованный мультфильм 1990 года, который создала режиссёр Инесса Ковалевская по мотивам сказки Михаила Пляцковского «Дневник Кузнечика Кузи».
В фильме использованы песни Юрия Антонова.

## Сюжет
Кузнечик Кузя на своем родном лугу встречает корову Мурёнку, которая с удовольствием поёт песни. Правда, её голос мало кому нравится. Кузнечик убеждает корову, что не всё так плохо. На этой почве они становятся друзьями, но внезапный ветер уносит Кузю на одуванчике. Он попадает на поезд, затем в самолёт, который летит в Африку (в мультфильме название этого материка изменено на Жарафрику). Там Кузя знакомится с птичкой Колибри. Практически сразу же после знакомства кузнечик становится свидетелем того, как все трусливые обитатели Жарафрики разбегаются по кустам, как только на горизонте появляется злая и хвастливая очковая змея Окулярия, которая самообманчиво возомнила себя самой сильной.
С помощью своей прыткости и хитрости кузнечик заманивает Окулярию, предварительно замазав её очки грязью, к водопаду, в который она прыгает и тонет.
Животные приходят в полный восторг от освобождения и предлагают кузнечику исполнение любого желания. Кузя хочет только одного — вернуться домой, на свой Ромашковый луг. Брат слонёнка, Бимбо, едет на гастроли и берёт кузнечика с собой.

## Создатели
| Авторы сценария            | Михаил Пляцковский, Инесса Ковалевская                                                                                               |
| Кинорежиссёр               | Инесса Ковалевская |
| Художники-постановщики     | Владимир Морозов, Юрий Исайкин |
| Композитор                 | Юрий Антонов |
| Кинооператор               | Кабул Расулов |
| Звукооператор              | Владимир Кутузов |
| Художники-мультипликаторы: | Эльвира Маслова, Наталия Богомолова, Галина Зеброва, Владимир Шевченко                                                               |
| Художники:                 | Анна Атаманова, Геннадий Морозов, Николай Митрохин (в титрах «А. Митрохин»), Ирина Собянина                                          |
| Роли озвучивали:           | Юрий Антонов — Окулярия, Владимир Винокур — Корова, Людмила Гнилова — Колибри, Юрий Пузырёв — Слон, Татьяна Шатилова — Кузнечик Кузя |
| Ассистент режиссёра        | Ольга Апанасова |
| Монтажёр                   | Галина Смирнова |
| Редактор                   | Елена Михайлова |
| Директор съёмочной группы  | Лилиана Монахова |

## Песни из фильма
- «Песенка коровы» («На зелёном на Ромашковом лугу…»)
- «Песенка змеи Окулярии» («Мне перечить рискнёт только бестолковый…»)
- «Жарафрика» («Жарафрика — весёлая страна…»)

## История создания
- В 1979 году Михаил Пляцковский выпускает книгу «Дневник кузнечика Кузи».
- В 1983 году композитор Юрий Антонов совместно с поэтом Михаилом Пляцковским написал детский мюзикл о кузнечике Кузе и выпустил 2 диска-гиганта

«Приключения кузнечика Кузи» и «Новые приключения кузнечика Кузи» (Дискография Ю. Антонова, 1983, «Мелодия»).
- В 1990 году режиссёр Инесса Ковалевская создаёт мультфильм «Приключения кузнечика Кузи» (история первая).
- В 1991 году вышло продолжение мультфильма — «Приключения кузнечика Кузи (история вторая)».

## Переиздания на DVD
Мультфильм неоднократно выпускался на DVD в сборниках мультфильмов:
- «В гости к Мухе-Цокотухе», «Союзмультфильм» (дистрибьютор — «Союз»).[1]